# Federalismo (lista elettorale)
La lista elettorale Federalismo fu presentata in tutte le elezioni europee tra il 1979 e il 2004 e alle elezioni politiche del 1979 e del 1992 da molti movimenti autonomisti e federalisti italiani, tra i quali i più consistenti erano la sempre presente Union Valdôtaine e il Partito Sardo d'Azione, aderente al progetto dal 1984 al 1993.

## Storia

### Le elezioni politiche del 1979
La lista si presenta per la prima volta alle elezioni politiche del 1979 nella circoscrizione di Aosta con il nome Union Valdôtaine - Federalismo Europa Autonomie, raggruppando l'Union Valdôtaine, i Democratici Popolari e il Partito Liberale Italiano. 
In questa occasione la lista ottenne lo 0,09% dei voti alla Camera (il 45,24% nella circoscrizione di Aosta) e lo 0,12% dei voti al Senato (il 59,62% in Valle d'Aosta), riuscendo a far eleggere un deputato e un senatore.

### Le elezioni europee del 1979
In occasione delle elezioni europee del 1979 l'Union Valdôtaine, partito autonomista alla guida della regione autonoma della Valle d'Aosta, si trovò di fronte ad un dato matematico difficilmente superabile: anche se avesse ottenuto la totalità dei suffragi del proprio territorio, non avrebbe raccolto un quoziente sufficiente a garantirsi un seggio al Parlamento europeo. Il leader del movimento, Bruno Salvadori, prese dunque l'iniziativa di creare una rete di partiti regionalisti e autonomisti nel maggior numero di regioni italiane, al fine di supportare il progetto politico dell'UV. Fu così che si costituì la lista Union Valdôtaine - Federalismo Europa Autonomie, alla quale aderirono i seguenti partiti e movimenti:
- Alpazur;
- Comunità Giuliano-Dalmata;
- Comunità Istriana;
- Coumboscuro;
- Democratici Popolari;
- Fronte Giustizialista Siciliano;
- Fronte Nazionale Siciliano;
- Ladins;
- Liga Veneta;
- Moviment d'Arnàssita Piemontèisa;
- Movimento Autonomista Occitano;
- Movimento Indipendentista Triestino;
- Partei der Unabhängigen;
- Partito Popolare Trentino Tirolese;
- Partito Federalista Europeo;
- Sardinya y Llibertad;
- Slovenska Skupnost;
- Unione Ossolana per l'Autonomia;
- Union Valdôtaine Progressiste.

In queste elezioni la lista ottenne lo 0,47% dei voti e nessun seggio.

### Le elezioni europee del 1984
Alle elezioni europee del 1984, la lista, che vide l'importante adesione del Partito Sardo d'Azione (PSd'Az) (mentre la Liga Veneta si chiamò fuori dando vita all'Unione per l'Europa Federalista) fu rinominata Federalismo - Europa dei Popoli. Essa ottenne lo 0,55% dei voti ed un seggio, assegnato a Michele Columbu del Partito Sardo d'Azione.

### Le elezioni europee del 1989
Nel 1989 la lista fu denominata semplicemente Federalismo. Oltre al Partito Sardo d'Azione e all'Union Valdôtaine, comprendeva:
- Movimento Autonomista Occitano;
- Movimento Friuli;
- Movimento Meridionale;
- Slovenska Skupnost;
- Union für Südtirol;
- Unione del Popolo Veneto.

In queste elezioni la lista ottenne lo 0,60% dei voti, confermando il suo seggio (Mario Melis del PSd'Az).

### Le elezioni politiche del 1992
Alle elezioni politiche del 1992 la coalizione si presentò come Federalismo - Pensionati Uomini Vivi, grazie all'accordo con il Movimento Pensionati Uomini Vivi dell'ex senatore democristiano Luigi D'Amato. La coalizione risultò così formata da:
- Movimento Meridionale;
- Movimento Pensionati Uomini Vivi;
- Partito Sardo d'Azione;
- Slovenska Skupnost;
- Union für Südtirol;
- Union Valdôtaine.

In queste elezioni la lista ottenne:
- per la Camera dei deputati: 0,39% dei voti e 1 deputato, Giovanni Carlo Acciaro (PSd'Az);
- per il Senato della Repubblica: 0,52% dei voti e 1 senatore, Valentino Martelli (indipendente).

mentre l'Union Valdôtaine, presentatasi autonomamente con un proprio contrassegno nel collegio uninominale della Valle d'Aosta, riuscì a far rieleggere 1 deputato, Luciano Caveri, e 1 senatore, Cesare Dujany.
Il risultato elettorale venne ritenuto al di sotto delle aspettative, tenendo presente che nelle precedenti consultazioni del 1987 il Partito Sardo d'Azione aveva ottenuto da solo lo 0,44% dei voti per la Camera e lo 0,38% dei voti per il Senato, con 2 deputati e 1 senatore.
Nel gennaio 1993 il Partito Sardo d'Azione venne estromesso dal raggruppamento Federalismo per decisione delle rimanenti formazioni politiche, al termine di una riunione convocata per prendere atto delle profonde divergenze esistenti. I contrasti erano originati dal mancato rispetto, da parte del PSd'Az, dell'accordo per la rotazione del rappresentante al Parlamento europeo, in base al quale al sardista Mario Melis, che aveva ottenuto il maggior numero di preferenze, dopo tre anni doveva subentrare Luciano Caveri (UV) e, nell'ultimo anno di legislatura, Alfons Benedikter (UfS).
Successivamente la coalizione entrò in crisi, aggravata anche dalla perdita dell'unico senatore, con il passaggio di Valentino Martelli nelle file del Partito Liberale Italiano, e cessò praticamente di esistere nel parlamento italiano.

### Le elezioni europee del 1994
Alle elezioni europee del 1994 la lista, che mantenne solo il simbolo dell'Union Valdôtaine, prese il nome di Federalismo - Europe. Tra i rappresentanti del sardismo in lista, dopo l'uscita del PSd'Az, vi fu Sardigna Natzione. Altri movimenti che aderirono alla coalizione furono la Lega Autonomia Veneta di Mario Rigo, Union für Südtirol di Alfons Benedikter, Die Freiheitlichen di Pius Leitner e Piemonte Nazione di Renzo Rabellino, entrambi candidati per l'occasione. In questa tornata non ci furono eletti.

### Le elezioni europee del 1999
L'insuccesso del 1994 spinse alcune delle forze politiche della formazione a scegliere nuove strade per l'appuntamento europeo successivo: la Lega Autonomia Veneta (ora rinominata Lega delle Regioni) formò una lista col Partito Sardo d'Azione e i Consumatori Uniti, mentre l'UfS si presentò assieme alla Liga Veneta Repubblica con altri movimenti autonomisti dell'Italia nordorientale. La lista Federalismo in Europa / Fédéralisme en Europe, presente solo nella circoscrizione nordoccidentale, rimase in pratica espressione esclusiva di valdostani e piemontesi di lingua occitana; essa riuscì tuttavia ad ottenere un parlamentare europeo grazie al meccanismo dell'apparentamento, con il quale i voti di lista e di preferenza vengono sommati a quelli di un partito maggiore col quale si dichiara l'alleanza (nella fattispecie I Democratici), calcolando poi i seggi spettanti al totale. In questo modo Luciano Caveri subentrò a Massimo Cacciari, parlamentare democratico dimessosi nel 2000.

### Le elezioni europee del 2004
Federalismo in Europa / Fédéralisme en Europe ebbe alle elezioni europee del 2004 un forte calo (da circa 41 000 a meno di 30 000 voti) e l'apparentamento con Uniti nell'Ulivo (la lista in cui nel frattempo erano confluiti I Democratici) non bastò a conservare il seggio.

### Le elezioni europee del 2009
Alle elezioni europee del 2009 l'Union Valdôtaine si presentò nella lista Vallée d'Aoste, già apparsa alle politiche del 2006 e del 2008, con la Stella Alpina e la Fédération Autonomiste, apparentandosi al Popolo della Libertà. Questo ha segnato, finora, la conclusione dell'esperienza della lista Federalismo.

## Risultati elettorali
| Elezione       | Elezione                                        | Lista                                           | Voti    | %       | Seggi   |
| -------------- | ----------------------------------------------- | ----------------------------------------------- | ------- | ------- | ------- |
| Politiche 1979 | Camera                                          | Union Valdôtaine - Federalismo Europa Autonomie | 33 250  | 0,09    | 1 / 630 |
| Senato         | Union Valdôtaine - Federalismo Europa Autonomie | 37 082                                          | 0,12    | 1 / 315 |         |
| Europee 1979   | Union Valdôtaine - Federalismo Europa Autonomie | 166 393                                         | 0,47    | 0 / 81  |         |
| Europee 1984   | Federalismo - Europa dei Popoli                 | 193 430                                         | 0,55    | 1 / 81  |         |
| Europee 1989   | Federalismo                                     | 207 739                                         | 0,60    | 1 / 81  |         |
| Politiche 1992 | Camera                                          | Federalismo - Pensionati Uomini Vivi            | 154 987 | 0,39    | 1 / 630 |
| Senato         | Federalismo - Pensionati Uomini Vivi            | 174 713                                         | 0,52    | 1 / 315 |         |
| Europee 1994   | Federalismo - Europe                            | 126 937                                         | 0,39    | 0 / 87  |         |
| Europee 1999   | Federalismo in Europa / Fédéralisme en Europe   | 41 227                                          | 0,13    | 0 / 87  |         |
| Europee 2004   | Federalismo in Europa / Fédéralisme en Europe   | 29 598                                          | 0,09    | 0 / 78  |         |